# اس‌ام‌اس مولتکه
اس‌ام‌اس مولتکه (به انگلیسی: SMS Moltke) یک کشتی بود. این کشتی در سال ۱۹۱۰ ساخته شد.